# 泉典子
泉 典子（いずみ のりこ、1942年 - ）は、日本の翻訳家。

## 略歴
神奈川県生まれ。東京外国語大学イタリア語学科卒業、同大学院修士課程修了。49歳からイタリア語の翻訳家として活動する。

## 著作
- 『死ぬまで続く恋』（中央公論新社） 2023.2 - 回想記

## 翻訳
- 『わたしは拒食症だった』（ファビオラ・ド・クレール、草思社） 1996.2
- 『猫暮らし』（ジョルジョ・チェッリ、文藝春秋） 1997.7
- 『本当はタカなのにヒヨコだと思っているあなたへ』（ファウスト・マナーラ、草思社） 1998.12
- 『パパなんていなけりゃいい』（キアーラ・ゾッキ、草思社） 1999.7
- 『子どもという哲学者』（ピエーロ・フェルッチ、草思社） 1999.8
- 『こんな時代でも、人は幸福になれる』（ルーカ・カヴァッリ=スフォルツァ, フランチェスコ・カヴァッリ=スフォルツァ、草思社） 2000.1
- 『ふたりの関係にひびが入ったら 愛をよみがえらせる魔法のセラピー』（ファウスト・マナーラ、草思社） 2000.4
- 『恋すること』（フランチェスコ・アルベローニ、草思社） 2000.8
- 『あなたはもっと怒っていい!』（イヴァン・コトロネーオ、草思社） 2000.9
- 『見えないこころ伝わらない気持ち』（ジャンナ・スケロット、無名舎） 2001.2
- 『ローマの哲人と、人生を考える』（ルチャーノ・デ・クレシェンツォ、草思社） 2001.3
- 『おとなは知らない』（シモーナ・ヴィンチ、早川書房） 2001.5
- 『女でよかった、男でよかった 楽しくて気持ちいい愛の科学』（ジョヴァンニ・カッラーダ, エマヌエーレ・A・ジャンニーニ、アーティストハウス） 2001.9
- 『きょうも一日シンプルに』（パトリツィア・グッチ、草思社） 2001.12
- 『数の冒険 算数・数学の世界を楽しむ20話』（アンナ・チェラゾーリ、世界文化社） 2003.4
- 『動かないで』（マルガレート・マッツァンティーニ、草思社） 2003.7
- 『むだに過ごしたときの島』（シルヴァーナ・ガンドルフィ、世界文化社） 2003.8
- 『愚か者ほど出世する』（ピーノ・アプリーレ、中央公論新社） 2003.12、のち文庫
- 『亀になったおばあさん』（シルヴァーナ・ガンドルフィ、世界文化社） 2004.4
- 『ヘマな奴ほど名を残す エラーと間違いの人類史』（ピーノ・アプリーレ、中央公論新社） 2004.9、のち文庫
- 『この哲学者を見よ 名言でたどる西洋哲学史』（ピエトロ・エマヌエーレ、中央公論新社） 2005.10、のち文庫
- 『クリスマスをわすれたサンタクロース』（カリン・フォン・オルダースハウゼン、評論社、児童図書館・絵本の部屋） 2005.11
- 『きみがくれたぼくの星空』（ロレンツォ・リカルツィ、河出書房新社） 2006.6
- 『シングル 自由な女の尽きない魅力』（パトリツィア・グッチ、世界文化社） 2006.7
- 『さむらいの刀はどうして折れない? 数の世界を楽しむ』（アンナ・チェラゾーリ、世界文化社） 2006.8
- 『いい女はちょっぴり悪女 イタリア男が教える』（ジュリオ・チェーザレ・ジャコッベ、主婦の友社） 2007.11
- 『マファルダ』1 - 2（キノ、エレファントパブリッシング） 2007 - 2008
- 『経済は感情で動く はじめての行動経済学』（マッテオ・モッテルリーニ、紀伊國屋書店） 2008.4
- 『世界は感情で動く 行動経済学からみる脳のトラップ』（マッテオ・モッテルリーニ、紀伊國屋書店） 2009.1
- 『超ブルジョアがこの世を救う』（セルジョ・リコッサ、中央公論新社） 2010.12
- 『千の沈黙の声 私は施設という名の地獄で育った』（エンマ・ラ・スピーナ、中央公論新社） 2011.3
- 『犬の心へまっしぐら　犬に学び、共感し、人間との完璧な関係を築くために』（アンジェロ・ヴァイラ、中央公論新社） 2012.4
- 『誰も知らないわたしたちのこと』（シモーナ・スパラコ、紀伊國屋書店） 2013.11

### フランチェスコ・アルベローニ
- 『エロティシズム』（フランチェスコ・アルベローニ、中央公論社） 1991.10、のち中公文庫 1997
- 『友情論』（フランチェスコ・アルベローニ、中央公論社） 1993.1
- 『新・恋愛論』（フランチェスコ・アルベローニ、中央公論社） 1996.10
- 『借りのある人、貸しのある人』（フランチェスコ・アルベローニ、草思社） 1998.4、のち草思社文庫 2011
- 『戦う勇気、退く勇気』（フランチェスコ・アルベローニ、草思社） 1999.5
- 『生きるとは、希望をもつこと』（フランチェスコ・アルベローニ、草思社） 2002.1
- 『組織をだめにするリーダー、繁栄させるリーダー』（フランチェスコ・アルベローニ、草思社） 2002.12
- 『「逆境」こそ生きる力の源』（フランチェスコ・アルベローニ、草思社） 2012.11
- 『死ぬまで続く恋はあるか』（フランチェスコ・アルベローニ、中央公論新社） 2014.1

### スザンナ・タマーロ
- 『心のおもむくままに』（スザンナ・タマーロ、草思社） 1995.9
- 『独りごとのように』（スザンナ・タマーロ、草思社） 1996.4
- 『うわの空で』（スザンナ・タマーロ、草思社） 1997.1
- 『大地の息づかいがきこえる』（スザンナ・タマーロ、草思社） 1997.4
- 『新たな一歩を踏みだすために』（スザンナ・タマーロ、草思社） 1998.12
- 『愛って、なに?』（スザンナ・タマーロ、草思社） 2001.10
- 『心のたどる道』（スザンナ・タマーロ、草思社） 2001.10
- 『迷える女の子たちへの手紙』（スザンナ・タマーロ、草思社） 2003.10
- 『わたしの声を聞いて』（スザンナ・タマーロ、草思社） 2007.10